# Rue d'Albanie
La rue d'Albanie (en néerlandais : Albaniëstraat) est une rue bruxelloise de la commune de Saint-Gilles.